# Ford-Massiv
Das Ford-Massiv ist ein breites, mit schneebedeckten und hauptsächlich abgeflachten Berggipfeln versehenes Massiv, das über eine Länge von rund 25 Kilometern und einer Breite von etwa 8 Kilometern die landschaftlich auffälligste Formation der nördlichen Thiel Mountains an der Grenze des westantarktischen Marie-Byrd-Lands zum Ellsworthland darstellt. Es ragt bis zu 2810 m auf und besitzt, abgesehen von der Südseite, Ausläufer in Form von steilen, felsigen Kliffs. 
Das Advisory Committee on Antarctic Names benannte es 1962 nach dem Geologen Arthur B. Ford (* 1932) vom United States Geological Survey, der zwischen 1960 und 1979 mehrere Gruppen zur Untersuchungen dieses Gebiets und der Pensacola Mountains im Queen Elizabeth Land leitete.